# Gens Egnàcia
La gens Egnàcia o Egnàtia o Ignàcia (en llatí Egnatia) era una gens romana d'origen samnita que es va establir a Teanum. Al final de la guerra social la major part de la família s'havia traslladat a Roma on almenys dos d'ells van ser admesos al senat romà, si bé una branca va romandre a Teanum.
Van portar els cognoms Celer, Màxim (Maximus), Ruf (Rufus) i Veraci (Veratius).